# Wilbert Harrison
Wilbert Harrison est un chanteur, pianiste et harmoniciste de rhythm and blues américain né à Charlotte, Caroline du Nord le 5 janvier 1929 et mort à Spencer, Caroline du Nord le 26 octobre 1994 .

## Biographie
Né à Charlotte en Caroline du Nord, Harrison enregistre à partir de 1953, jouant en Floride puis dans le New Jersey. Il accède à la 1re place du classement Billboard en 1959 grâce au titre Kansas City, une reprise de Little Willie Littlefield. Ce succès écrit en 1951 est l'un des premiers issus de la collaboration entre les deux auteurs-compositeurs Jerry Leiber et Mike Stoller.
Harrison enregistre Kansas City avec le producteur Bobby Robinson pour ses labels Fire et Fury Records. Mais lors de la sortie du disque en mars 1959, Harrison est encore en contrat avec Herman Lubinsky (en) et Savoy Records. Le litige, qui dure jusqu'en septembre 1959, empêche Robinson de donner une suite à Kansas City, alors qu'Harrison est en pleine gloire.
Les chansons d'Harrison sont notables en particulier grâce à la participation régulière du guitariste Wild Jimmy Spruill (en) dont le solo de guitare sur Kansas City est l'un des plus mémorables de l'histoire du Rock'n Roll.
Après ce succès, Harrison continue à se produire et à enregistrer mais il se passe 10 années avant qu'il enregistre Let's Work Together qui le propulse dans le Billboard Hot 100. Cette chanson, qu'il avait déjà enregistrée en 1962, avec des paroles différentes, sous le titre Let's Stick Together, est reprise par la suite par Canned Heat dans une version légèrement modifiée et tronquée. À la suite de ceci, ce titre est repris par Bryan Ferry en 1976.
En 1970, Harrison renoue une dernière fois avec le succès grâce à sa chanson My Heart Is Yours. Par la suite, il se produit durant des années avec un groupe appelé Wilbert Harrison and The Roamers ou encore en solo.
Wilbert Harrison meurt en 1994 dans une maison de retraite à Spencer en Caroline du Nord, d'un accident vasculaire cérébral, à l'âge de 65 ans. En 2001, il reçoit un Grammy Hall of Fame Award pour son succès Kansas City.

## Discographie
ALBUM
Let's Work Together
1 Louie Louie 05:30
2 Let's Work Together 05:35
3 Kansas City 02:43
4 Peepin' and Hidin' 06:52
5 Tropical Shakedown 02:47
6 Blue Monday 05:49
7 Forgive Me 04:35
8 Soul Rattler 02:37
9 What Am I Living For 03:50
10 Stagger Lee 03:56
11 Stand By Me 05:44
12 What Am I Living For - Alternate Version 05:16
13 Soul Rattler - Instrumental 02:39
14 Stagger Lee - Alternate version 03:41

ALBUM: An Introduction to Wilbert Harrison
1 Kansas City 02:30
2 Let's Stick Together 02:46
3 I Will Never Trust Another Woman 04:45
4 Nearto you 02:41
5 I Got to Know 02:27
6 My Heart Is Yours 02:27
7 (It Will Have to Do) Until the Real Thing Comes Along 02:10
8 Please Forgive Me 02:56
9 Baby Move On 02:49
10 You're Still My Baby 02:43
11 After Graduation 02:18
12 Off to Work Again 02:38
13 Clementine 02:22
14 Pretty Little Woman 02:57
15 Say It Again 02:42
16 Poison Ivy 02:46